# Giuseppe Mani

Erzbischofswappen von Giuseppe Mani

Giuseppe Mani (* 21. Juni 1936 in Rufina, Provinz Florenz) ist ein italienischer Geistlicher und emeritierter römisch-katholischer Erzbischof von Cagliari.

## Leben
Giuseppe Mani empfing am 12. März 1960 die Priesterweihe für das Bistum Fiesole.
Papst Johannes Paul II. ernannte ihn am 29. Oktober 1987 zum Titularbischof von Zaba und zum Weihbischof in Rom. Die Bischofsweihe spendete ihm Kardinalvikar Ugo Poletti am 7. Dezember desselben Jahres im Dom von Fiesole; Mitkonsekratoren waren die Weihbischöfe Ennio Appignanesi und Plinio Pascoli.
Am 31. Januar 1996 wurde er zum Militärerzbischof von Italien und Titularerzbischof pro hac vice von Zaba ernannt. Seinen Titularsitz Zaba gab er am 7. März 1998 ab. Am 20. Juni 2003 wurde er zum Erzbischof von Cagliari ernannt und am 6. September desselben Jahres in das Amt eingeführt.
Giuseppe Mani ist seit 2010 Großprior der Statthalterei Sardinien des Ritterordens vom Heiligen Grab zu Jerusalem.
Am 25. Februar 2012 nahm Papst Benedikt XVI. sein aus Altersgründen vorgebrachtes Rücktrittsgesuch an.